# افسانه دریای آبی
افسانه دریای آبی (کره‌ای: 푸른 바다의 전설) یک مجموعهٔ تلویزیونی کره جنوبی سال ۲۰۱۶ با بازی لی مین-هو و جون جی-هیون است. این مجموعه با الهام از یک داستان کلاسیک از دوران چوسان ساخته‌شده‌است. افسانه دریای آبی از ۱۶ نوامبر ۲۰۱۶ تا ۲۵ ژانویه ۲۰۱۷، روزهای چهارشنبه و پنجشنبه ساعت ۲۲:۰۰ (کی‌اس‌تی) از اس‌بی‌اس پخش شد.

## خلاصه داستان
این مجموعه داستان عشق میان شیم چونگ (جون جی-هیون)، یک پری دریایی و هو جون جه (لی مین-هو) یک کلاهبردار نابغه را روایت می‌کند.

## بازیگران

### اصلی
- جون جی-هیون در نقش شیم چونگ / سه هوا[۶]
  - کال سو وون در نقش کودکی سه هوا
  - شین اون سو در نقش نوجوانی سه هوا[۷]
- لی مین هو در نقش هو جون جه / کیم دام ریونگ
  - جون جین سو در نقش کودکی هو جون جه / کیم دام ریونگ
  - پارک جین یونگ در نقش نوجوانی هو جون جه / کیم دام ریونگ

### مکمل
- لی هی جون در نقش جو نام دو / پارک مو[۸]
- شین هه سون در نقش چا شی آه[۹]
- شین وون هو در نقش ته اوه[۱۰]
- لی جی هون در نقش هو چی هیون[۱۱]
- شین رین آه در نقش سو یو نا
- پارک هه-سو در نقش هونگ دونگ پیو